# Point (Texas)
Pour les articles homonymes, voir Point.
Point est une ville située au nord du comté de Rains, au Texas, aux États-Unis,. Elle est fondée vers 1880.

## Démographie
Lors du recensement de 2010, la ville comptait une population de 820 habitants. Elle est estimée, en 2017, à 879 habitants.

### Source de la traduction
- (en) Cet article est partiellement ou en totalité issu de l’article de Wikipédia en anglais intitulé « Point, Texas » (voir la liste des auteurs).